# Conference Carolinas (pallavolo maschile)
La Conference Carolinas è una delle 8 conference di pallavolo maschile affiliate alla NCAA Division I, la squadra vincitrice accede di diritto al torneo NCAA. La conferenza è un membro della NCAA Division II, ma il campionato di pallavolo maschile NCAA di massimo livello è aperto ai membri di entrambe le Divisioni I e II.

## Storia
La Conference Carolinas, dopo due annate come sport emergente, inizia le proprie attività nella pallavolo maschile nel 2011-12, quando il Barton diventa il sesto membro della conference, rendendola ufficialmente la quarta conference della NCAA Division I nella pallavolo maschile. Dal 2014 la vincitrice della Conference Carolinas si qualifica di diritto alle NCAA Final Six.

## Squadre

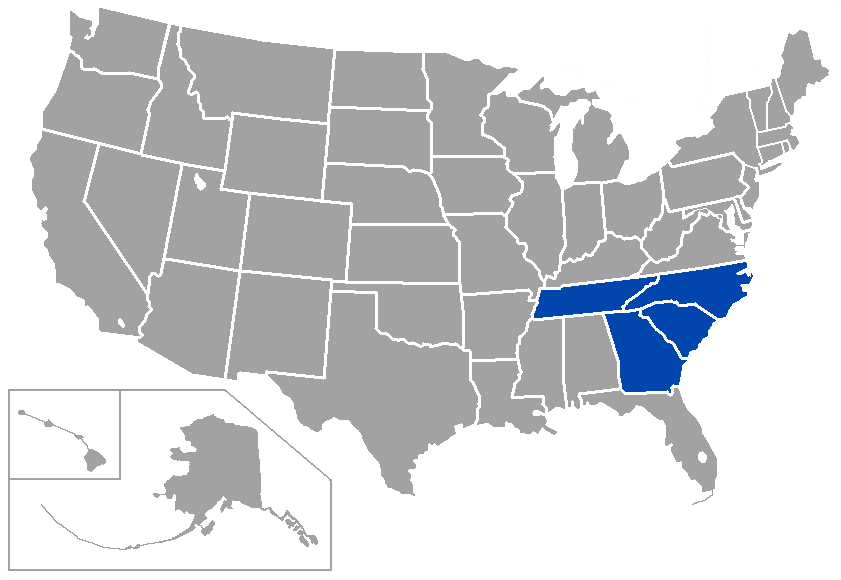

| Squadra          | Sede             | Stato             | Fondazione | Soprannome   | Affiliazione |
| ---------------- | ---------------- | ----------------- | ---------- | ------------ | ------------ |
| Barton           | Wilson           | Carolina del Nord | 2010       | Bulldogs     | 2012         |
| Belmont Abbey    | Belmont          | Carolina del Nord | 2011       | Crusaders    | 2013         |
| Emmanuel         | Franklin Springs | Georgia           | 2012       | Lions        | 2015         |
| Erskine          | Due West         | Carolina del Sud  | 2012       | Flying Fleet | 2013         |
| King             | Bristol          | Tennessee         | 2010       | Tornado      | 2010         |
| Lees-McRae       | Banner Elk       | Carolina del Nord | 2006       | Bobcats      | 2010         |
| Mount Olive      | Mount Olive      | Carolina del Nord | ?          | Trojans      | 2010         |
| North Greenville | Tigerville       | Carolina del Sud  | 2013       | Trailblazers | 2015         |

### Ex membri
| Squadra   | Ingresso | Uscita |
| --------- | -------- | ------ |
| Pfeiffer  | 2010     | 2017   |
| Coker     | 2013     | 2013   |
| Limestone | 2010     | 2020   |

## Arene
| Squadre          | Arene                  | Capacità |
| ---------------- | ---------------------- | -------- |
| Barton           | Wilson Gymnasium       | ?        |
| Belmont Abbey    | Wheeler Center         | ?        |
| Emmanuel         | Shaw Athletic Center   | ?        |
| Erskine          | Belk Arena             | ?        |
| King             | Student Center Complex | ?        |
| Lees-McRae       | Williams Gymnasium     | 1 200    |
| Mount Olive      | Kornegay Arena         | ?        |
| North Greenville | Hayes Gymnasium        | 1 000    |

## Albo d'oro
| Anno          | Podio            | Podio            | Podio          |
| Campione      | Seconda          | Terza            |                |
| ------------- | ---------------- | ---------------- | -------------- |
| 2010 Dettagli | Mount Olive      | Lees-McRae       | King Limestone |
| 2011 Dettagli | Mount Olive      | Lees-McRae King  | -              |
| 2012 Dettagli | Pfeiffer         | Mount Olive      | -              |
| 2013 Dettagli | Pfeiffer         | Limestone        | -              |
| 2014 Dettagli | Erskine          | Mount Olive      | -              |
| 2015 Dettagli | Pfeiffer         | Erskine          | -              |
| 2016 Dettagli | Erskine          | Barton           | -              |
| 2017 Dettagli | Barton           | Mount Olive      | -              |
| 2018 Dettagli | King             | Barton           | -              |
| 2019 Dettagli | Barton           | King             | -              |
| 2020 Dettagli | Non assegnato    | Non assegnato    | Non assegnato  |
| 2021 Dettagli | Belmont Abbey    | Mount Olive      | -              |
| 2022 Dettagli | North Greenville | Mount Olive      | -              |
| 2023 Dettagli | King             | North Greenville | -              |
| 2024 Dettagli | Belmont Abbey    | North Greenville | -              |
| 2025 Dettagli | Belmont Abbey    | Mount Olive      | -              |

## Palmarès
| Squadre          | Titoli | Stagioni         |
| ---------------- | ------ | ---------------- |
| Pfeiffer         | 3      | 2012, 2013, 2015 |
| Belmont Abbey    | 3      | 2021, 2024, 2025 |
| Mount Olive      | 2      | 2010, 2011       |
| Erskine          | 2      | 2014, 2016       |
| Barton           | 2      | 2017, 2019       |
| King             | 2      | 2018, 2023       |
| North Greenville | 1      | 2022             |